# Friedrich Franz I, Mare Duce de Mecklenburg-Schwerin
Frederic Franz I, Mare Duce de Mecklenburg-Schwerin (10 decembrie 1756 – 1 februarie 1837) a condus Marele Ducat de Mecklenburg-Schwerin, întâi ca Duce (1785–1815), apoi ca Mare Duce (1815–1837).

## Biografie
S-a născut la Schwerin ca fiu al Ducelui Louis de Mecklenburg-Schwerin și a Prințesei Charlotte Sophie de Saxa-Coburg-Saalfeld. Friedrich Franz i-a succedat unchiului său Friedrich ca Duce de Mecklenburg-Schwerin în 1785.
În urma Războaielor napoleoniene, Friedrich Franz a fost ridicat la rangul de Mare Duce la Congresul de la Viena. Împreună cu vărul său din Mecklenburg-Strelitz, el a fost cunoscut ca unul dintre cei mai reacționari conducători germani. La moartea sa, în 1837, a fost succedat de nepotul său, Marele Duce Paul Friedrich.

## Căsătorie și copii
La 1 iunie 1775 la Gotha, Friedrich Franz s-a căsătorit cu Prințesa Louise de Saxa-Gotha-Altenburg. Ei au avut șase copii:
- Friedrich Ludwig (13 iunie 1778 – 29 noiembrie 1819). S-a căsătorit cu Marea Ducesă Elena Pavlovna a Rusiei, fiică a Țarului Pavel I al Rusiei și a Țarinei Sophie Dorothea de Württemberg. Ei au fost părinții lui Paul Friedrich, Mare Duce de Mecklenburg-Schwerin. Fiul cel mare al lui Paul Friedrich a fost Frederic Francisc al II-lea, Mare Duce de Mecklenburg (1823–1883), care a devenit Mare Duce în 1842. Fiul cel mic al lui Frederic Francisc a fost Heinrich (1876–1934), care s-a căsătorit în 1901 cu regina Wilhelmina a Țărilor de Jos. Nepoata lui cea mare, Beatrix, este actualul monarh al Țărilor de Jos.
- Louise Charlotte (19 noiembrie 1779 – 4 ianuarie 1801). Căsătorită cu Emil Leopold August, Duce de Saxa-Gotha-Altenburg. Ei au fost părinții lui Louise de Saxa-Gotha-Altenburg, mama  Prințului Consort Albert, și deci strămoașa familiei regale britanice.
- Gustav Wilhelm (31 ianuarie 1781 – 10 ianuarie 1851).
- Karl (2 iulie 1782 – 22 mai 1833).
- Charlotte Frederica (4 decembrie 1784 – 13 iulie 1840). Căsătorită cu Christian al VIII-lea al Danemarcei. Ei au fost părinții regelui Frederic al VII-lea al Danemarcei.
- Adolf (18 decembrie 1785 – 8 mai 1821).